# Muskegon
Muskegon è una città degli Stati Uniti, capoluogo della Contea di Muskegon, nello Stato del Michigan.
La popolazione era di 40 105 abitanti nel censimento del 2000.
La città si trova tra il Lago Muskegon e la riva orientale del Lago Michigan, della quale costituisce il centro più popoloso per quanto riguarda lo Stato del Michigan.
Fra il 1962 e il 1987 il panorama locale fu caratterizzato dalla presenza dell'Aquarama, una nave passeggeri costruita come trasporto truppe nel 1945 con il nome di Marine Star e  in seguito convertita in nave passeggeri per effettuare servizio sui Grandi Laghi.